# 알타다몬 SC (쿠웨이트)
알타드하몬 SC는 알파르와니야를 연고로 하는 쿠웨이트의 축구단이다. 현재 쿠웨이트 프리미어리그에 참가하고 있다.

## 우승
- 쿠웨이트 1부 리그 (3): 1966-67, 1973-74, 1985-86

## 선수 명단

### 현역
- 삼바 디아키테(2020 ~ )

## 역대 감독
| 감독                  | 임기 |
| --------------------- | ---- |
| 코스티커 슈테퍼네스쿠 | 2009 |